# Tourch
Tourch (tiếng Breton: Tourc'h) là một xã của tỉnh Finistère, thuộc vùng Bretagne, miền tây bắc Pháp.

## Dân số
Người dân ở Tourc'h được gọi là Tourchois.